# Ràtzia de 851
La ràtzia de 851 fou una campanya de l'emirat de Qurtuba contra la marca Hispànica.
Guillem de Septimània s'emparà de Barcelona i Empúries el 848, durant la Guerra civil franca. L'estiu del 849 Carles el Calb decidí atacar Aquitània. El comte Frèdol li va obrir les portes de Tolosa i fou ratificat en el seu càrrec però Pipí II d'Aquitània va fugir i Carles va presentar-se a Narbona, nomenant Aleran com a comte de Barcelona i Empúries, donant a Guifré els comtats de Girona i Besalú i a Salomó els comtats de Cerdanya, Urgell i Conflent.
Com Aleran s'havia d'ocupar de Guillem tindria com adjunt Isembard, fill de Garí de Borgonya. Aleran no va tenir gaires dificultats per instal·lar-se als seus comtats, menys a Barcelona. Guillem demanà l'ajuda de l'emir Abd al-Rahman. Quan el febrer del 850 Carles el Calb va sortir d'Aquitània, els nobles es revoltaren altre cop en favor de Pipí II, Sanç Sànchez va prendre el poder a Bordeus i Gascunya, i Guillem va aparèixer a Barcelona amb soldats àrabs sota el comandament d'Abd al-Karim ibn Abd al-Wahid ibn Mugit, i assetjant Girona sense poder prendre-la, assolant els àrabs molts territoris. Carles va enviar reforços i Guillem fou derrotat. Refugiat a la ciutat de Barcelona fou fet presoner per nobles partidaris del rei i executat. Llavors devia entrar Aleran a la ciutat, el 850.

## La ràtzia
Com a represàlia per la mort de Guillem de Septimània, els musulmans van conquerir Barcelona el 851 o el 852 a tot tardar, i la van saquejar i van delmar la població però se'n van retirar després. Probablement el comte Aleran va morir en aquestos combats. Després d'això, l'any 852, es va establir la pau per tractat (abans del 19 d'agost).